# Little Sister (Queens of the Stone Age)
Little Sister is een nummer van de Amerikaanse rockband Queens of the Stone Age uit 2005. Het is de eerste single van hun vierde studioalbum Lullabies to Paralyze.

## Achtergrondinformatie
Voor "Little Sister" liet frontman Josh Homme zich inspireren door het gelijknamige nummer van Doc Pomus, waarvan de versie van Elvis Presley de bekendste is. Homme was naar eigen zeggen dol op Presley's uitvoering van het nummer. "Little Sister" lag al een tijdje op de plank voordat Queens of the Stone Age het definitief uitgebracht. In 2002 werd er een versie opgenomen met Dave Grohl, maar die werd geschrapt. Wel verscheen deze versie later als bootleg. De uiteindelijke versie van het nummer werd in één keer opgenomen.
Het nummer flopte in Amerika met een 88e positie in de Billboard Hot 100. In Nederland werd de plaat 3FM Megahit en werd het veel gedraaid door dat station. Desondanks bereikte het de Nederlandse Top 40 niet, maar kwam het terecht op de 8e positie in de Tipparade.

## Tracklijst
Cd-single
1. "Little Sister" (albumversie) - 2:57
2. "The Blood Is Love" (Contradictator Remix) - 5:24
3. "Little Sister" (CD-ROM video)

CD Maxi Single:
1. "Little Sister" (Album Version) - 2:57
2. "The Blood Is Love" (Contradictator Remix) - 5:24
3. "Little Sister" (Contradictator Remix) - 3:29

7" (Picture Disc):
1. "Little Sister" (albumversie) - 2:57
2. "Little Sister" (Contradictator Remix) - 3:29